# NGC 362

NGC 362

إن جي سي 362 (NGC 362  أو (كالدويل 104) هو عنقود مغلق يقع في كوكبة الطوقان في نصف الكرة الجنوبي، شمالي سحابة ماجلان الصغيرة. وقد اكتشف في 1 أغسطس عام 1826 من قبل جيمس دنلوب. يمكن رؤيته بالعين المجردة في السماء المظلمة، وهو مشهد مثير للإعجاب في التلسكوب، على الرغم من أنه أقل خفاتانا من جاره 47 الطوقان الأكثر نوارانا.

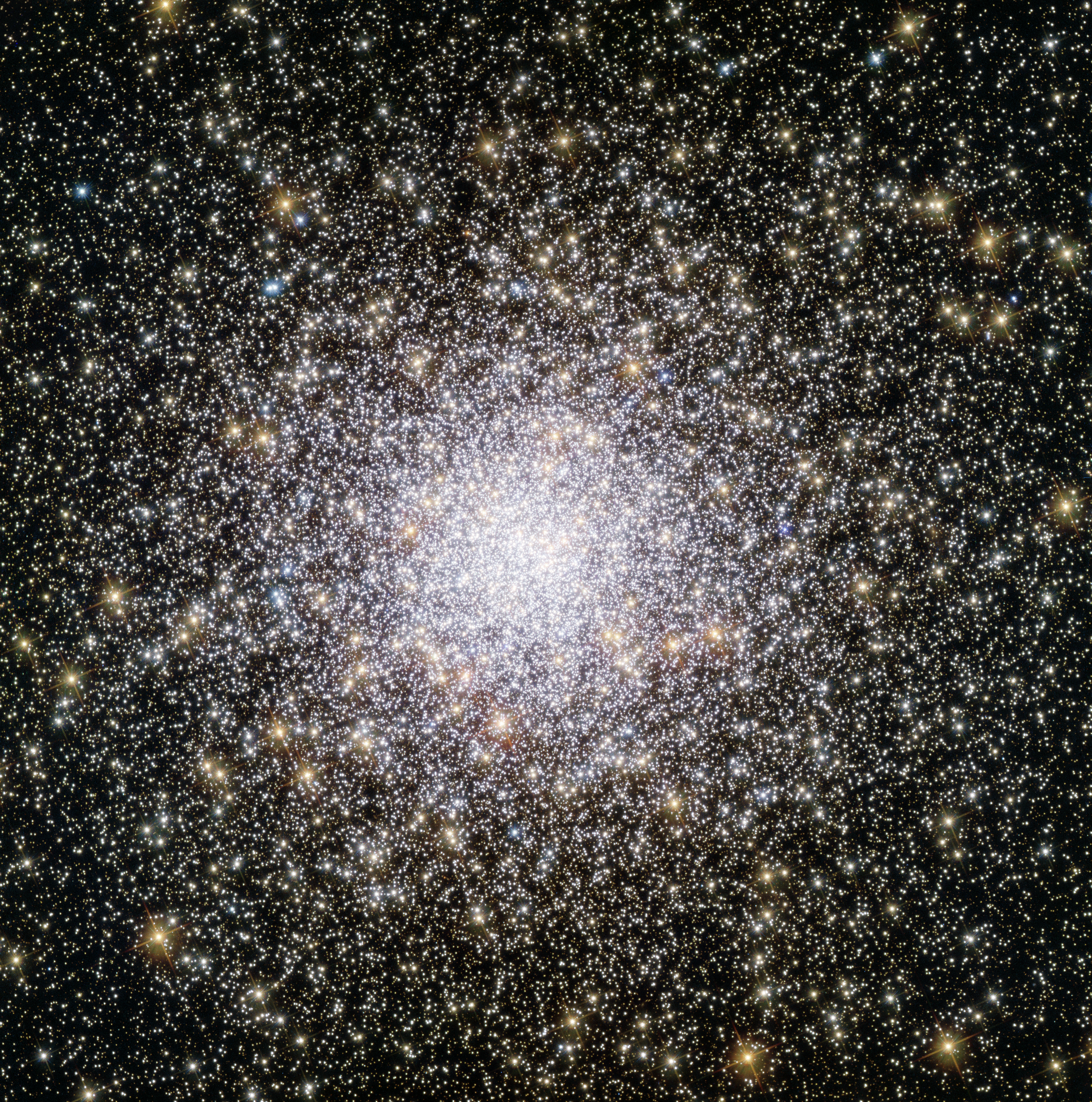
صورة أن جي سي 362 بواسطة تلسكوب الفضاء هابل

## وصلات خارجية
- "NGC 362". SIMBAD (بالإنجليزية). Centre de Données astronomiques de Strasbourg.
- Vu, Linda (20 يونيو 2007). "Galaxy Evolution Explorer Spies Band of Stars". NASA. مؤرشف من الأصل في 2012-04-06.